# Sinterklaas in Sesamstraat
Sinterklaas in Sesamstraat waren jaarlijkse uitzendingen van het Nederlandse televisieprogramma Sesamstraat die uitgezonden werden tijdens het Sinterklaasfeest. In de speciale Sesamstraat-uitzendingen bracht Sinterklaas, samen met zijn Pieten, een bezoek aan de inwoners van Sesamstraat. De uitzendingen werden van 1987 tot 2012 uitgezonden en werden laatst, van 2010 tot 2012, uitgezonden door de NTR op NPO Zappelin.

## Geschiedenis

### Ontstaan
De Sinterklaas-uitzendingen van Sesamstraat werd bedacht door Aart Staartjes, die bij het programma werkzaam was als regisseur en de rol van Meneer Aart speelde. Het idee was dat op 5 december, wanneer het Pakjesavond is, Sinterklaas en zijn Pieten een bezoek zouden brengen aan Sesamstraat en dat Sinterklaas dan langs ging bij Pino, Tommie, Ieniemienie en later ook Purk. Dat plan werd goed ontvangen bij de NOS en gaf groen licht voor het plan van Staartjes. Op 5 december 1987 werd de eerste speciale Sinterklaas-uitzending van Sesamstraat uitgezonden op de Nederlandse televisie. Sindsdien was het een traditie geworden dat elk jaar op 5 december Sesamstraat met een Sinterklaas-uitzending kwam.

### Verhaallijn
De Sinterklaas-uitzendingen waren in het begin nog korte scènes met onderbrekingen van korte filmpjes van het Amerikaanse Sesame Street en filmpjes van eigen bodem. Maar de edities die daarna volgden zouden een verhaallijn bevatten waarin Pino, Tommie en Ieniemienie spannende avonturen beleven en het Sinterklaasfeest redden. De eerste uitzending met een echte verhaallijn, zonder onderbrekingen van rubrieken, was in 1992. In die uitzending gingen Pino, Tommie en Ieniemienie zich verstoppen onder het versierde podium, omdat ze steeds weer door de volwassenen werden weggestuurd. Later in die uitzending bracht neef Rik ze naar het nest van Pino en ging het feest toch door. Dit geldt als de eerste uitzending die een verhaallijn bevat. Later zouden er nog meer Sinterklaas-uitzendingen komen met een verhaal erin. In 2006 zou de laatste Sinterklaas-uitzending, die een verhaal bevatte, uitgezonden worden. Tot 2012 bracht Sinterklaas in een korte scène een bezoek aan Sesamstraat en zouden er geen spannende dingen meer gebeuren in de thema uitzendingen.

### Einde
In 2012 was de laatste uitzending van Sinterklaas in Sesamstraat te zien op televisie. De reden waarom het gestopt is is nooit bekend geworden. In totaal werden er in 25 jaar 25 afleveringen gemaakt van Sesamstraat rondom het Sinterklaasfeest. Tegenwoordig is een grote collectie van de uitzendingen nog te zien op DVD's en ook op YouTube kunnen mensen nog de Sinterklaas in Sesamstraat uitzendingen bekijken.

## Lijst van uitzendingen
| Afl. | Jaar | Verhaal | Bijzonderheden |
| ---- | ---- | --- | --- |
| 1    | 1987 | Verschillende scènes met verschillende verhalen. | Eerste Sinterklaas-uitzending en Gerda Havertong spreekt zich uit tegen Zwarte Piet.                              |
| 2    | 1988 | De oma van Frank wil graag naar Spanje en Pino, Tommie en Ieniemienie willen weten wie Sinterklaas het braafste vindt. | Deze uitzending werd ook in 1989 opnieuw uitgezonden.                                                             |
| 2    | 1989 | De oma van Frank wil graag naar Spanje en Pino, Tommie en Ieniemienie willen weten wie Sinterklaas het braafste vindt. | Deze uitzending werd ook in 1989 opnieuw uitgezonden.                                                             |
| 3    | 1990 | Pino, Tommie en Ieniemienie geven hun speelgoed weg aan arme weeskinderen. | n.v.t |
| 4    | 1991 | De Wegwijspiet is zijn zak in Sesamstraat verloren. Pino, Tommie en Ieniemienie besluiten de Wegwijspiet te helpen met het zoeken naar de vermiste zak met cadeautjes. | n.v.t |
| 5    | 1992 | Als Pino, Tommie en Ieniemienie weggestuurd worden door de volwassenen, besluiten ze zich te verstoppen onder het versierde podium. Alleen neef Rik weet dat de kinderen onder het toneel verstopt zitten. | Eerste uitzending met een verhaallijn en eerste optreden van het personage 'neef Rik'.                            |
| 6    | 1993 | Omdat Sinterklaas verkouden is, stuurt hij een brief aan de inwoners van Sesamstraat dat hij dit jaar niet op bezoek kan komen. Uiteindelijk wordt er besloten dat Gerda als hulpsinterklaas verkleed gaat, maar weten de inwoners dit ook voor de kinderen geheim te houden? | n.v.t |
| 7    | 1994 | De Wegwijspiet is van het dak gevallen en heeft pijn aan zijn enkel. De kinderen besluiten, samen met Frank, de Wegwijspiet te helpen. | n.v.t |
| 8    | 1995 | Sinterklaas is gevallen van zijn paard en is gewond geraakt. Pino, Tommie en Ieniemienie vinden hem, maar denken dat hij een hulpsinterklaas is. Toch nemen ze Sinterklaas mee naar de zolder om hem te verzorgen. | n.v.t |
| 9    | 1996 | Aart heeft alle chocoladeletters bij de winkel van Sien gekocht, maar deze waren eigenlijk bedoeld voor Sinterklaas. Omdat Aart bang is dat hij straf krijgt van de Sint, schrijft hij een brief aan Sinterklaas waarin staat dat de kinderen bang zijn geworden voor hem en dat hij daarom beter niet naar Sesamstraat kan komen. Pino, Tommie en Ieniemienie willen dit voorkomen en bewijzen aan Sinterklaas dat ze niet bang voor hem zijn. | n.v.t |
| 10   | 1997 | Als Aart aan Pino vertelt dat hij geen cadeautjes kan krijgen, omdat hij geen schoenen heeft, besluit Pino naar zijn 'huilplekje' te gaan. Als de andere inwoners horen wat Aart gedaan heeft, besluiten ze direct Pino te zoeken. Maar er is niemand thuis die de Sint kan ontvangen. | n.v.t |
| 11   | 1998 | De Hoofdpiet heeft zijn knuffel verloren en kan nu niet meer goed functioneren. Sinterklaas wilde het feest daarom afzeggen, maar Pino, Tommie en Ieniemienie willen de Sint helpen en gaan op zoektocht om de knuffel terug te vinden. | Eerste optreden van Erik van Muiswinkel als Hoofdpiet.                                                            |
| 12   | 1999 | De inwoners van Sesamstraat zijn woedend op de Wegwijspiet, omdat ze denken dat hij hun schoenen gestolen heeft. Uiteindelijk blijkt dat niet de Wegwijspiet, maar Pino de schoenen had gestolen, maar daar komen de inwoners pas later achter. Ze hadden dan al een boze Email gestuurd naar de Sint, waarin ze eisten dat ze hun schoenen terug wilden. Sinterklaas vindt het niet kunnen dat de inwoners de Wegwijspiet verdenken van diefstal en besluit daarom, ook in een boze mail, het feest af te lassen. Kunnen de kinderen dit nog voorkomen? | n.v.t |
| 13   | 2000 | Elvan heeft zich aangemeld als nieuwe Piet en mag meteen het paard verzorgen, alleen blijkt dat het paard enorm verkouden is geworden. Pino, Tommie en Ieniemienie willen Elvan helpen en maken hoestdrank voor het paard. | n.v.t |
| 14   | 2001 | De inwoners van Sesamstraat besluiten dit jaar geen schoen te zetten, omdat ze de Sint dit jaar zelf willen verwennen omdat hij jarig is. Meneer Aart is het hier niet mee eens en besluit niet mee te doen. Als de Pieten 's nachts in Sesamstraat komen, zien ze allemaal herenschoenen met verlanglijstjes met allemaal rare wensen. Omdat de Pieten geen idee hebben wat ze moeten inpakken, besluiten de drie kinderen de Pieten te helpen en maken ze verlanglijstjes voor de hele straat.                                                         | n.v.t |
| 15   | 2002 | Op een dag vindt Pino een Piet in de caravan. Het blijkt de Hoofdpiet te zijn die was weggelopen van de stoomboot, omdat hij per ongeluk de mijter van Sinterklaas had ingepakt. Pino komt dan met het idee dat de Hoofdpiet in Sesamstraat komt wonen. De Hoofdpiet vindt het een goed idee en besluit onder de schuilnaam Pieter in Sesamstraat te wonen. | n.v.t |
| 16   | 2003 | Sesamstraat heeft een nieuwe inwoner gekregen: Purk. Tommie vindt het niet fijn dat alle aandacht naar Purk gaat en besluit dan zelf naar de stoomboot te gaan. Als Sinterklaas in Sesamstraat aankomt ontdekken de Pieten dat ze geen cadeau hebben voor kleine Purk en moet de Wegwijspiet dus terug naar de stoomboot om snel een cadeau te regelen. Zal alles nog goed aflopen? | Eerste optreden van het personage 'Purk'.                                                                         |
| 17   | 2004 | Er ontstaat veel verwarring over het verlanglijstje van Purk. De Pieten denken namelijk dat Purk in de zak naar Spanje wil. De Hoofdpiet vraagt het na bij Ieniemienie en zij zegt dat Purk juist een zak vol cadeaupapier wil. Als meneer Aart het verlanglijstje vindt, en ook denkt dat Purk in de zak gaat, besluit hij Purk mee te nemen naar zijn huis. Maar omdat de anderen dat niet weten, weten ze niet waar Purk is gebleven. Ieniemienie besluit dan op speurtocht te gaan om Purk te vinden.                                                | n.v.t |
| 18   | 2005 | Sinterklaas en zijn Pieten zijn dakloos geworden, omdat het Pietenhuis spoorloos verdwenen is. Sinterklaas besluit dan te overnachten in Sesamstraat. | Dit verhaal is gekoppeld aan het verhaal van het Sinterklaasjournaal.                                             |
| 19   | 2006 | De Sorrypiet heeft het grote boek verstopt in Sesamstraat, alleen weet niemand waar het ligt. | Dit verhaal is gekoppeld aan het Sinterklaasjournaal en was tevens de laatste uitzending die een verhaal bevatte. |
| 20   | 2007 | Sinterklaas brengt een bezoek aan Sesamstraat samen met zijn Pieten. | n.v.t |
| 21   | 2008 | Sinterklaas brengt een bezoek aan Sesamstraat samen met zijn Pieten. | n.v.t |
| 22   | 2009 | Sinterklaas brengt een bezoek aan Sesamstraat samen met zijn Pieten. | n.v.t |
| 23   | 2010 | Sinterklaas brengt een bezoek aan Sesamstraat samen met zijn Pieten. | Laatste optreden van Bram van der Vlugt als Sinterklaas.                                                          |
| 24   | 2011 | Sinterklaas brengt een bezoek aan Sesamstraat samen met zijn Pieten. | Eerste optreden van Stefan de Walle als Sinterklaas en ophef. (Zie Trivia)                                        |
| 25   | 2012 | Sinterklaas brengt een bezoek aan Sesamstraat samen met zijn Pieten. | Laatste Sinterklaas-uitzending.                                                                                   |

## Lijst van acteurs
Deze acteur hebben in de uitzendingen gespeeld:
| Stemacteur            | Personage   | Periode     |
| --------------------- | ----------- | ----------- |
| Leo Dijkgraaf         | Pino        | 1987 - 1990 |
| Renée Menschaar       | Pino        | 1991 - 2012 |
| Bert Plagman          | Tommie      | 1987 - 2012 |
| Catherine van Woerden | Ieniemienie | 1987 - 2012 |
| Judith Broersen       | Purk        | 2003 - 2012 |

| Acteur                 | Personage      | Periode     |
| ---------------------- | -------------- | ----------- |
| Aart Staartjes         | Meneer Aart    | 1987 - 2012 |
| Sien Diels             | Sien           | 1987 - 2012 |
| Frank Groothof         | Frank          | 1987 - 2012 |
| Gerda Havertong        | Gerda          | 1987 - 2012 |
| Hakim Traïdia          | Hakim          | 1987 - 2012 |
| Paula Sleyp            | Paula          | 1987 - 2010 |
| Lex Goudsmit           | Lex            | 1987 - 1999 |
| Lot Lohr               | Lot            | 1988 - 2012 |
| Joekie Broedelet       | Oma van Frank  | 1988 - 1991 |
| Rik Hoogendoorn        | Neef Rik       | 1992 - 2007 |
| Elvan Akyıldız         | Elvan          | 1997 - 2012 |
| Martin van Waardenberg | Buurman Baasje | 2004 - 2012 |
| Mamoun Elyounoussi     | Mamoun         | 2006 - 2012 |
| Arjan Smit             | Arjan          | 2008 - 2012 |

| Acteur                | Personage      | Periode     |
| --------------------- | -------------- | ----------- |
| Bram van der Vlugt    | Sinterklaas    | 1987 - 2010 |
| Stefan de Walle       | Sinterklaas    | 2011 - 2012 |
| Frits Lambrechts      | Hoofdpiet      | 1987 - 1993 |
| Erik de Vogel         | Hoofdpiet      | 1994 - 1997 |
| Erik van Muiswinkel   | Hoofdpiet      | 1998 - 2009 |
| Michiel Kerbosch      | Wegwijspiet    | 1987 - 2003 |
| Maarten Wansink       | Huispiet       | 2004 - 2012 |
| Dick van den Toorn    | Wellespiet     | 2004 - 2012 |
| Marc-Marie Huijbregts | Sorrypiet      | 2004 - 2006 |
| John Jones            | Vergeetpiet    | 2010 - 2012 |
| Peter Lusse           | Ballonenpiet   | 2009 - 2010 |
| Bob Fosko             | Pietje Precies | 2010 - 2012 |
| Marc Nochem           | Boekpiet       | 2004 - 2012 |

## Trivia
- In 2011 ontstond er ophef omdat de uitzending op het laatste moment niet doorging. Dit omdat er op datzelfde moment de verklaring van Wouter Bos kwam over de bankencrisis.